# Palazuelo de Vedija
Palazuelo de Vedija è un comune spagnolo di 242 abitanti situato nella comunità autonoma di Castiglia e León.